# Tavola (Einheit)
Die Tavola war ein italienisches Flächenmaß von unterschiedlicher Größe. 
Seine Verbreitung war beispielsweise im Königreich Sardinien, Mailand, Modena, Bologna, Florenz, Turin, Bergamo, Venedig und Verona (Städte im lombardisch-venetianischen Königreich). Das Maß war die Quadrat-Pertica, die Quadratrute. Im Piemont war sie etwa 38 Quadratmeter, und 100 Einheiten Tavola dieses Maßes entsprachen einer Giornata, dem Tagwerk.
- Bergamo: 1 Tavola = 4 Quadrat-Cavezzi = 259 13/25 Pariser Quadratfuß = 27 2/5 Quadratmeter
- Padua: 1 Tavola = 4 Quadrat-Cavezzi = 243 1/2 Pariser Quadratfuß = 25 7/10 Quadratmeter
  - 840 Campo = 1 Tavola
  - 12 Tavola = 1 Staro
  - 72 Tavola = 1 Biolca
- Turin: 1 Tavola = 360 1/8 Pariser Quadratfuß = 38,00959 Quadratmeter
- Verona: 1 Tavola = 39 3/5 Pariser Quadratfuß = 4 1/3 Quadratmeter
  - 30 Tavola = 1 Vaneza
  - 720 Tavola = 1 Campo
- Venedig:  1 Tavola = 41 1/4 Pariser Quadratfuß = 4,353 Quadratmeter
  - 640 Tavola = 1 Campo
- Piacenza: 1 Tavola = 75 1/3 Pariser Quadratfuß = 7,949 Quadratmeter
  - 24 Tavola = 1 Pertica
- Großherzogtum Toskana
  - 100 Tavole = 1 Quadrato